# Bartramia subpatens
Bartramia subpatens är en bladmossart som beskrevs av C. Müller in Neumayer 1890. Bartramia subpatens ingår i släktet äppelmossor, klassen egentliga bladmossor, divisionen bladmossor och riket växter. Inga underarter finns listade i Catalogue of Life.